# Lamar Jordan
Lamar Jordan (* 2. Oktober 1994 in Frisco, Texas) ist ein US-amerikanischer American-Football-Spieler auf der Position des Wide Receivers. Er spielt in der Saison 2022 bei den Hamburg Seas Devils in der European League of Football.

## Karriere
Jordan spielte im College von 2013 bis 2015 für die New Mexico Lobos in der NCAA Division I Football Bowl Subdivision. Er wurde nicht für die NFL gedraftet, aber am 1. Mai 2018 von den Atlanta Falcons unter Vertrag genommen, jedoch zum 1. September 2018 wieder aus dem Vertrag entlassen. Im November 2019 wurde er von den Massachusetts Pirates in der National Arena League verpflichtet. Da die NAL-Saison 2020 wegen der Covid19-Pandemie ausfiel, wurde auch dieser Vertrag aufgelöst. Im Dezember 2021 gaben die Hamburg Sea Devils die Verpflichtung Jordans bekannt.